# Ашот IV Храбрый
Ашот IV Храбрый (арм. Աշոտ Դ Քաջ, ум. в 1040) — царь Армении в 1021—1040 гг. Сын Гагика I (989—1020). После смерти отца законным наследником престола стал его брат — Ованес-Смбат. В стремлении завладеть троном в 1020 году начал восстание против брата. Получив вспомогательные войска от царя Васпуракана Сенекерима осадил столицу Армении — Ани.
Проиграв войну Ованес-Смбат был вынужден пойти на уступки и в 1022 году был подписан мирный договор по которому Смбат должен был править в Ани и близлежащих гаварах (областях) а Ашот в приграничных с Персией и Грузией территориях. Даже после подписания мира между братьями продолжилось соперничество. Ашот IV также поддерживался и получал помощь от византийского императора Василия II (армянина по происхождению).